# Trace-formes

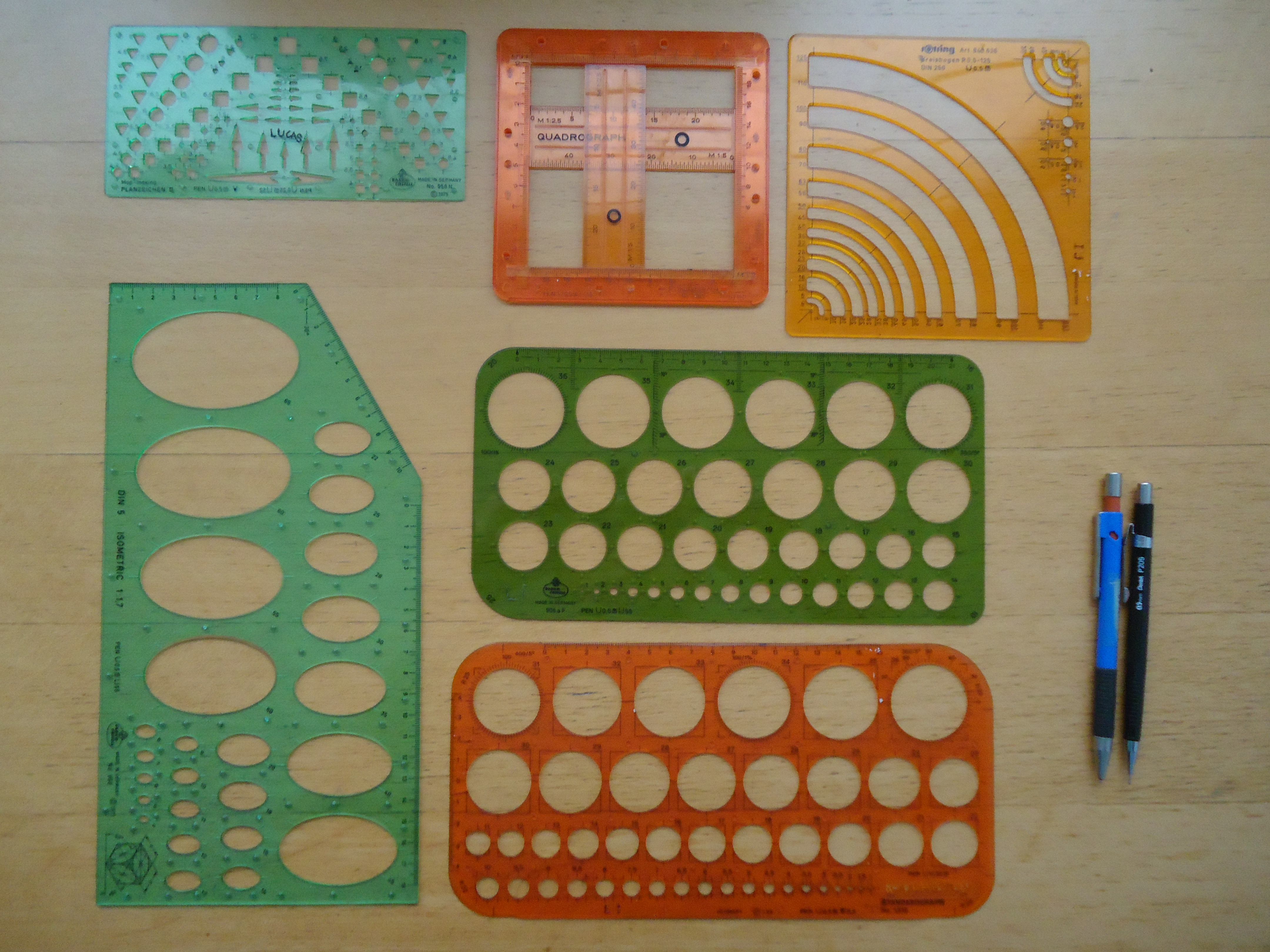
Trace-cercles, trace-ellipses... et un trace-rectangles articulé.

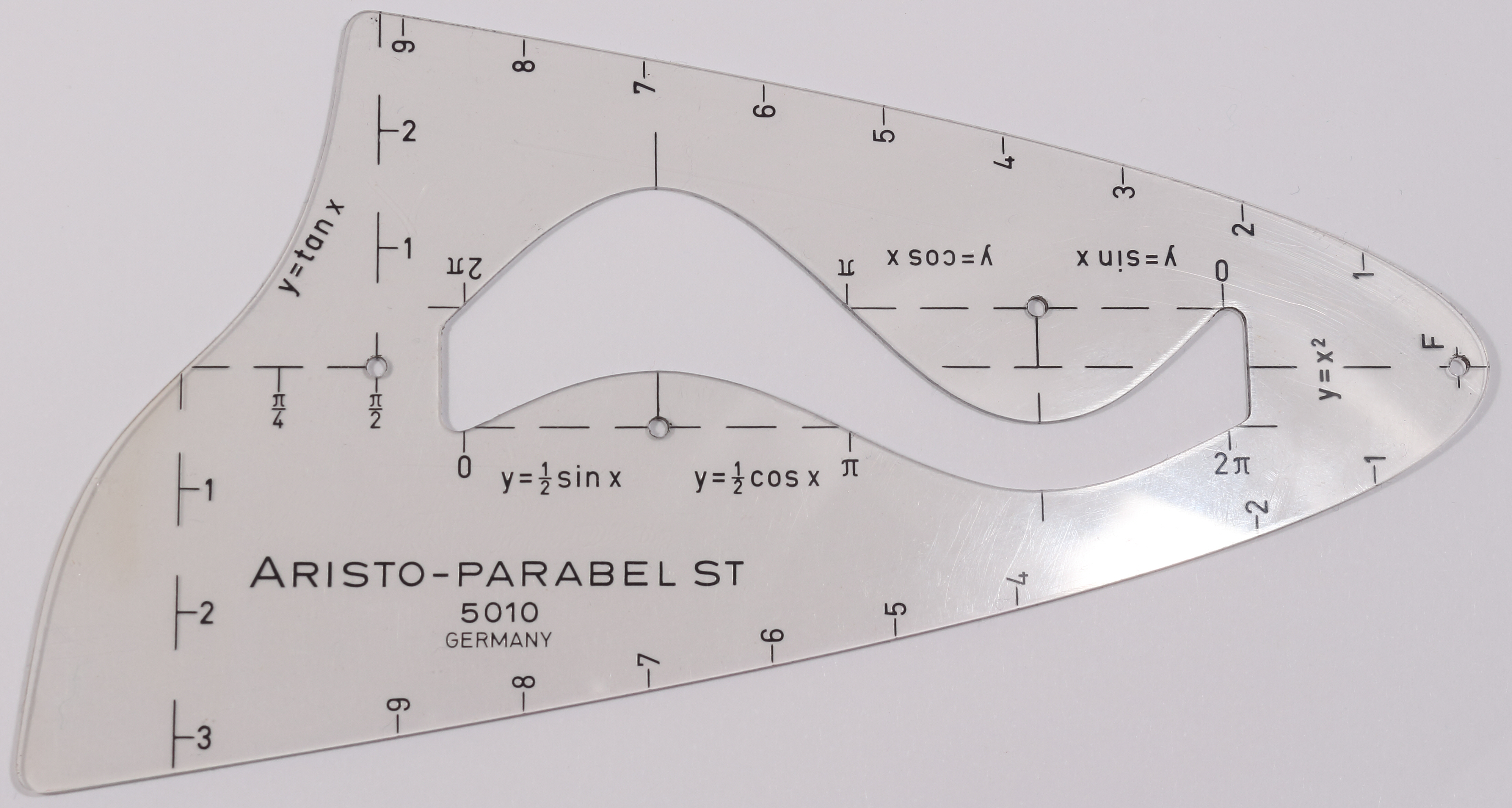
Gabarit pour tracé de conique.

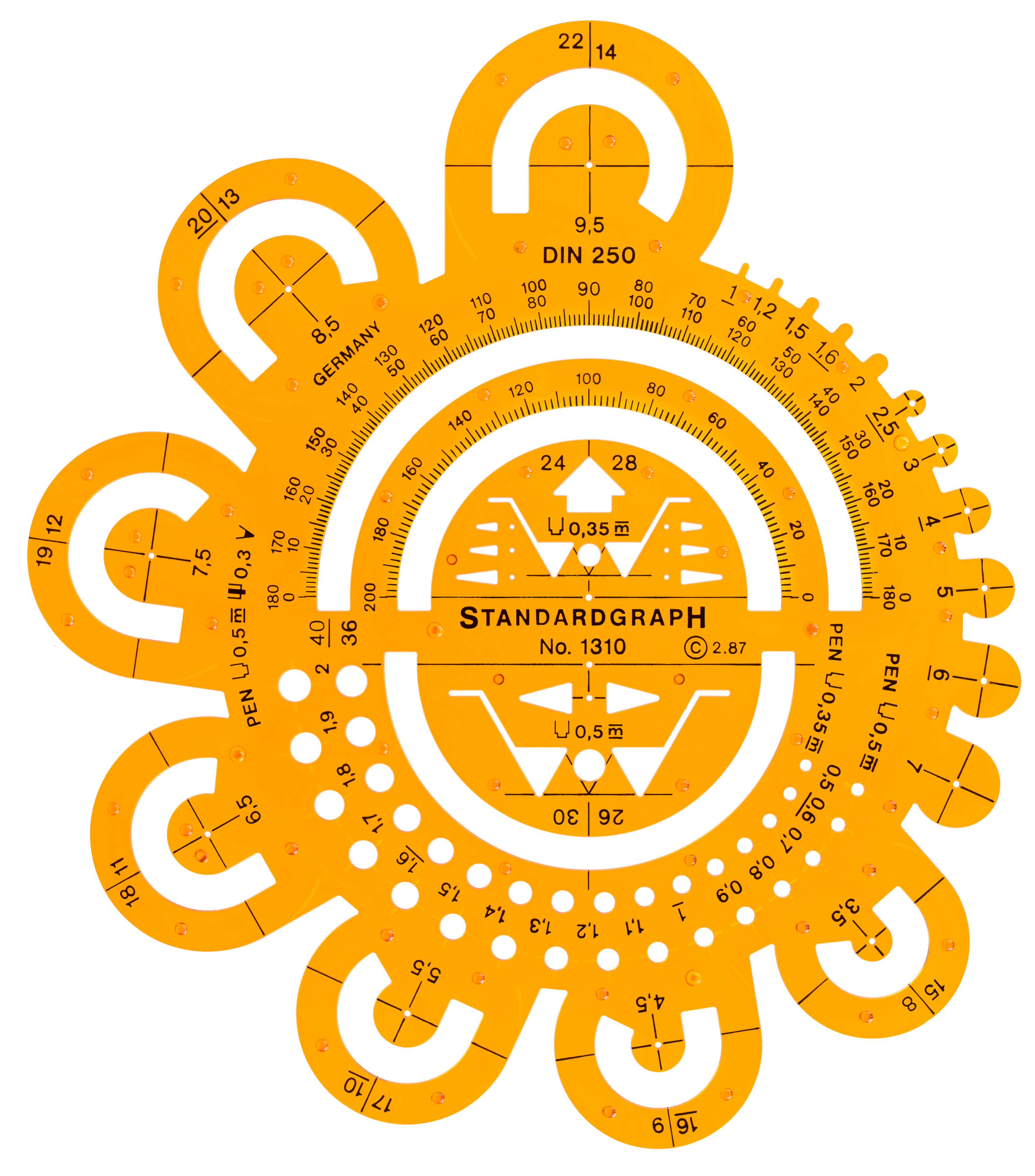
Gabarit pour tracé de cercle.

Un trace-formes ou gabarit ou pochoir (chez les architectes pour le traçage de mobilier) est un type de plaque large souvent à forme particulière qui contient une série de trous pré-dimensionnés à une certaine échelle, facilitant ainsi le dessin de lettres, de symboles, de signes, de silhouettes et autres éléments graphiques. 
Ses principaux avantages sont son prix (les modèles habituels en plastique moulé sont assez bon marché) et sa simplicité d'utilisation (tout artiste ou technicien doté d'un minimum de compétences peut maîtriser cette technique en très peu de temps).

## Symboles typographiques
Les trace-lettres sont utilisés pour les lettres, les chiffres et les symboles typographiques. On utilise généralement des symboles et des hauteurs normalisées (ISO 3098 par exemple) adaptées à une épaisseur de stylo technique spécifique. Des tailles de police plus grandes peuvent également être utilisées avec d'autres outils de dessin, tels que des marqueurs.

## Formes géométriques
Pour dessiner des arcs et des cercles, des modèles avec des ensembles de trous circulaires de différentes tailles sont utilisés. On parle de trace-cercles. 
Il existe également des modèles avec d'autres formes géométriques, tels que des carrés, des hexagones réguliers (trace-écrous) ou des ellipses (trace-ellipses), ainsi que de nombreux autres types à des fins diverses, telles que l'architecture (y compris les portes avec leurs arches, les équipements et les meubles) ou l'ingénierie (avec les panneaux de signalisation ou les symboles des circuits électroniques).